# Coyrière
Coyrière là một xã trong vùng hành chính Franche-Comté, thuộc tỉnh Jura, quận Saint-Claude, tổng Les Bouchoux. Tọa độ địa lý của xã là 46° 20' vĩ độ bắc, 05° 50' kinh độ đông. Coyrière nằm trên độ cao trung bình là 702 mét trên mực nước biển, có điểm thấp nhất là 520 mét và điểm cao nhất là 1125 mét. Xã có diện tích 4.11 km², dân số vào thời điểm 2005 là 61 người; mật độ dân số là 15 người/km².

## Thông tin nhân khẩu
| 1962 | 1968 | 1975 | 1982 | 1990 | 1999 |
| ---- | ---- | ---- | ---- | ---- | ---- |
| 48   | 50   | 40   | 48   | 74   | 74   |